# 王文童
王文童（1956年—），河北阜城人，汉族，中华人民共和国政治人物、第十二届全国人民代表大会湖北地区代表。
加入中国共产党。担任湖北省财政厅厅长。2008年起担任全国人大代表。2013年，担任全国人大代表。